# Guenda
Guenda est une localité située dans le département de Kalsaka de la province du Yatenga dans la région Nord au Burkina Faso.

## Géographie
Guenda est situé à environ 7,5 km au sud de Kalsaka, le chef-lieu du département, à 40 km au sud de Séguénéga et à environ 25 km au nord-ouest de Bokin.

## Santé et éducation
Le centre de soins le plus proche de Guenda est le centre de santé et de promotion sociale (CSPS) de Kalsaka tandis que le centre médical avec antenne chirurgicale (CMA) de la province se trouve à Séguénéga.